# Thomas Nielsen (fagforeningsmand)
 Der er flere personer med dette navn, se Thomas Nielsen.
Thomas Schiermer Nielsen (født 23. februar 1917 i Kristrup ved Randers, død 6. maj 1992) var kendt som en markant formand for LO i perioden 1967-1982.
I 1935 blev Thomas Nielsen udlært former, lige som sin far, i et jernstøberi. Thomas Nielsen blev formand for Formernes fagforening i København i 1951 og derefter sekretær i De Samvirkende Fagforbund i 1955, medlem af LO's forretningsudvalg i 1955 og formand for LO fra 1967 til 1982. Som formand for LO var Thomas Nielsen en forkæmper for Økonomisk demokrati (ØD).
Thomas Nielsen brugte tit korte kommentarer til begivenheder som f. eks: "Vi har flyttet hegnspæle" om fagforeningernes resultater, og hans slutbemærkning, da han stoppede som formand for LO, var: "Vi har sejret ad helvede til – godt"